# Orde Teutònic
L'Orde Teutònic (també Orde dels Cavallers Teutons, Cavallers Teutònics de l'Hospital de Santa Maria de Jerusalem i Cavallers Hospitalers, en alemany Deutscher Ritterorden en llatí Ordo domus Sanctæ Mariæ Theutonicorum Ierosolimitanorum) fou un orde militar fundat a Palestina l'any 1190 (Tercera Croada) durant l'assetjament de la fortalesa de Sant Joan d'Acre. L'any 1198 esdevingué orde militar.
Des del segle xix l'orde sobreviu com una organització cristiana de caràcter caritatiu.

## Noms en altres llengües
- llatí: Ordo domus Sanctæ Mariæ Theutonicorum Ierosolimitanorum, Ordo Teutonicus,
- alemany Orden der Brüder vom Deutschen Haus St. Mariens in Jerusalem,
- belarús Тэўтонскі ордэн
- estonià Saksa ordu
- finès Saksalainen ritarikunta
- hongarès Német Lovagrend
- letó Vācu ordenis
- lituà Kryžiuočių Ordinas
- polonès Zakon Krzyżacki
- romanès Ordinul Cavalerilor Teutoni
- rus Тевтонский орден
- suec Tyska orden
- alemany suís Tütsche Ordä

## Els cavallers teutons
Per ser cavaller teutònic, un individu havia de dedicar-se a la vida de guerrer i de frare, vivint i treballant en la societat. A l’ordre teutònic, un iniciat havia de passar exàmens preliminars pels quals primer cal ordenar-se com a frare i després com a cavaller. Durant el període de formació com a frare i després com a cavaller l'Orde decidiria si un iniciat tenia la vocació de dedicar la vida a l'Orde, i després de ser considerat digne pels Ordre, el noviciat seria incorporat a l’Orde amb un jurament per l'expansió i la protecció de la cristiandat.

## Terra santa
Després de la caiguda de Jerusalem el 1187 per Saladí, es va engegar la Tercera Croada, i alguns comerciants de Lübeck i Bremen van agafar la idea i van fundar un hospital de campanya durant el setge d'Acre el 1190, que es va convertir en el nucli de l'orde; Celestí III el va reconèixer l'any 1192 concedint als monjos el domini agustí. Tanmateix, a partir del model de l'Orde del Temple i de l'Orde de Sant Joan de Jerusalem que ajudava els pelegrins cristians protegint i curant als hospitals.
Com una gran part de la força era alemanya pertanyent al Sacre Imperi Romanogermànic, els comandants de la croada van recomanar l'any 1192 canviar l'hospital teutònic en un ordre militaritzat. Innocenci III el 1198, durant el govern del Gran Mestre Hermann von Salza, va atendre la petició, i el cap de l'orde va passar a ser conegut com a Gran Mestre (magister hospitalis). Va rebre ordres papals de croades per prendre i mantenir Jerusalem pel cristianisme i defensar Terra Santa contra els sarraïns musulmans i, mitjançant l'ajut del papat, el Sacre Romà Imperi i altres ordres militars monàstics establerts, la nova Ordre Teutònica va rebre fons i la possibilitat d’expandir-se, convertint-se en un important contribuent al manteniment de les Terres Santes.

## Hongria
El Regne d'Hongria, incapaç de fer front a les incursions paganes dels cumans, que estaven sent desplaçats pels mongols a principis del segle xiii, va sol·licitar ajuda a l'orde teutònica el 1211. L'Ordre Teutònica va ser permesa a l'actual Transsilvània, per combatre les incursions de Cuman. Un cop aconseguit i fortificades les terres conquerides, l’Orde fou expulsada el 1225 pel rei Andreu II d'Hongria, ja que la noblesa estava preocupada pel poder de l'Orde dins de la seva regne.

## Bàltic
Després de ser acomiadat d'Hongria, l'Ordre va descobrir ràpidament noves oportunitats a la regió del Bàltic, on les incursions paganes cap al territori polonès augmentaven i Polònia atacava en represàlia, en un conflicte amb cost creixent. A principis de segle, els prussians van començar a envair els cristians terres amb més determinació però encara poc armats i organitzats, provocats pels intents de Polònia de prendre les regions i convertir-les. Aquests atacs van acabar provocant la implicació polonesos i pomeranis, i del Sacre Imperi Romanogermànic. Les incursions i la incapacitat dels regnes cristians per derrotar-les adequadament van provocar el implicació dels cavallers teutònics. La croada prussiana va acabar a finals del segle, havent sufocat diverses revoltes prussianes, i els teutons establiren el control sobre Prússia i administraren el territori mitjançant la creació d'un estat propi, l'Estat Teutònic.
La croada lituana va ser un seguit de campanyes militars sostingudes entre l'Orde Teutònic i l'Orde Livonià, per convertir al cristianisme el territori del Gran Ducat de Lituània. L'Orde Livonià s'establí a Riga el 1202, i els cavallers teutons arribaren a Cúlmerland en la dècada del 1230. Prèviament conqueriren els assentaments d'altres tribus veïnes de la regió del Bàltic – curonians, semigal·lians, letigals, selonians, prussians. El primer atac contra els lituans i els samogitis fou el 1208 i els ordes militars foren influents en la política d'aquesta zona, tot i que no esdevingueren una amenaça directa fins a la dècada del 1280. En aquesta època el Gran Ducat de Lituània ja era una realitat i podia presentar una defensa organitzada. Durant els següents cent anys els cavallers croats organitzaren anualment expedicions destructives, però sense gaires resultats: les regions frontereres de Samogítia i Sudòvia s'anaren despoblant i els croats només conqueriren territori de ningú.
L'Orde Teutònic va capturar Pomerània el 1308, i, malgrat una gran quantitat de maniobres de Ladislau I de Polònia, va romandre en mans alemanyes. Després d'haver reunit part de les terres poloneses, Ladislau va ser coronat rei de Polònia el 20 de gener de 1320 a Cracòvia. Ladislau es va involucrar en nous conflictes amb els Cavallers Teutònics. El setembre de 1331 va esclatar de nou la guerra entre Polònia i l'Ordre Teutònica, i en la batalla de Płowce el 27 de setembre de 1331, Ladislau va infligir una seriosa derrota als Cavallers.
El Gran Ducat acceptà convertir-se al cristianisme el 1386 quan Ladislau II Jagelló fou batejat per un sacerdot polonès, com a part de l'acord matrimonial amb Eduvigis, després del qual fou coronat rei de Polònia. El 1410, en la batalla de Grunwald, un exèrcit combinat polonès-lituà, dirigit per Ladislau II Jagelló i Vytautas, va derrotar decisivament l'Orde en la Guerra del Regne de Polònia contra l'Orde Teutònic. El Gran Mestre Ulrich von Jungingen i la majoria dels alts dignataris de l'Orde van caure al camp de batalla i l'exèrcit polonès-lituà va iniciar llavors el setge de Marienburg, la capital de l'Orde, però no va poder prendre-la per la resistència d'Heinrich von Plauen. Quan es va signar la Primera Pau de Torun el 1411, l'Orde va aconseguir conservar essencialment tots els seus territoris, tot i que la reputació dels cavallers com a guerrers invencibles va quedar irreparablement danyada.
El 1454 va esclatar una revolta general a Prússia contra el domini de l'orde teutònic. A petició de la Confederació Prussiana, Prússia es va incorporar a Polònia el 6 de març, cosa que va donar lloc a una guerra contra l'orde teutònic que duraria tretze anys. Després de la guerra dels tretze anys i de noves derrotes contra Polònia, l'Orde teutònic ja no conserva en la Segona Pau de Torun de 1466 la Prússia oriental amb Königsberg com a capital, que es converteix en una fortalesa de l'estat polonès. Albert I de Prússia es va convertir en el Gran Mestre de l'Orde Teutònic i no estava disposat a reconèixer la sobirania de Polònia i la tensió va acabar donant lloc a la guerra poloneso-teutònica i el conflicte militar es va reobrir el 1519 per acabar amb una treva inconclusa el 1521.
Per consell de Martí Luter, a qui el gran mestre va donar suport obertament des de 1523, es va arribar a un acord el 8 d'abril de 1525 a Cracòvia. Va confirmar els termes de la pau signats a Toruń el 1466, però va lliurar Prússia Oriental al Gran Mestre com a possessió hereditària i feu de la corona polonesa. El gran mestre convertit al luteranisme es va convertir, per tant, en el primer duc secularitzat de Prússia, vassall del tron polonès. Segons l'acord, el ducat de Prússia, secularitzat i luterà, tornarà a la corona polonesa després de l'extinció del seu llinatge.

Creu de l'Orde Teutònic
Escut de l'Orde Teutònic.
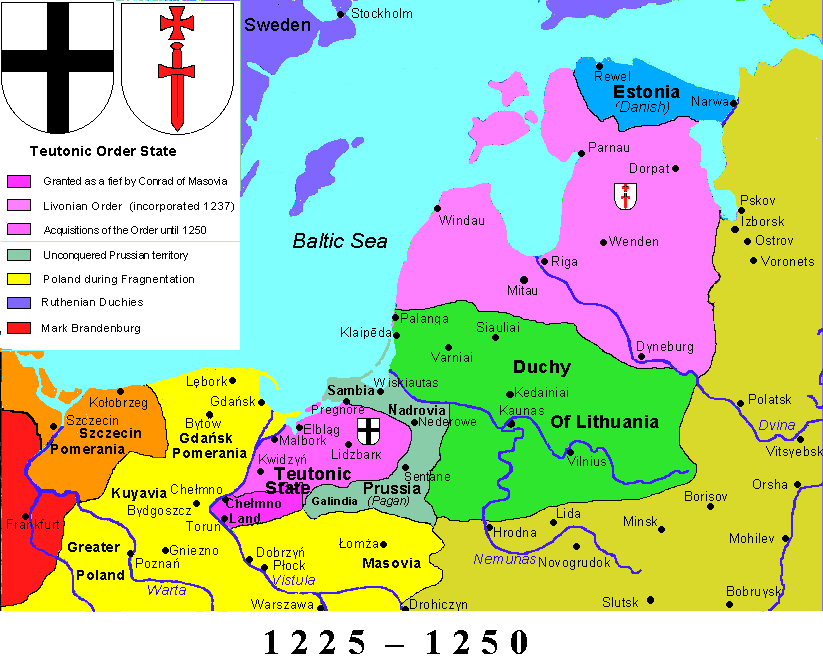
Territoris dominats per l'Orde Teutònic

## Estat teutònic
L'ordre teutònic va arribar al Bàltic el 1226, convidat el 1226 a establir-se a Chelmno per Conrad I de Masòvia, 1r duc de Masòvia. El príncep polonès demana als monjos-soldats que vinguin a les seves terres per protegir-los dels assalts de les tribus prussianes. ja definitivament, a Prússia, tot creant-hi un Estat de l'Orde Teutònic independent, des del qual van llançar campanyes contra el Regne de Polònia, el Ducat de Lituània i contra altres pobles no cristianitzats, procés que es va conèixer com les Croades Bàltiques. Va equilibrar el suport del Sacre Imperi i del papat, per convertir-se en un poderós estat teocràtic per dur a terme la conquesta i conversió del Bàltic, i l'Emperador Frederic II Hohenstaufen va atorgar als cavallers tots els privilegis dels prínceps de l'Imperi, com el dret de sobirania sobre els territoris conquerits, i el Papa va garantir l'Orde com un estat teocràtic en 1230, i entre els membres de l'Orde van aparèixer mercaders i diplomàtics, i aviat les disputes entre el papat i l'Orde van emergir.
L'equilibri de poder corria més risc a causa de la forma en què l'emperador Frederic II va embarcar-se en la Sisena Croada en 1228 en la qual l'Orde va participar, fet que fou vist pel papa com una provocació, ja que l'Església no podia participar de l'honor de la croada. Aquest fet provocà que Frederic fos excomunicat. Malgrat la dependència de l’Ordre tant del papat com del Sacre Imperi Romanogermànic, les relacions entre els dos les institucions eren tenses però malgrat la seva excomunió, l'Orde dirigida per Herman von Salza, ho era capaç de maniobrar-se a través de la política i actuar com a mediador entre els dos superpoders medievals, i es van reconciliar en 1230.
L'Orde envaí les ciutats de Pskov i Iúriev el 1241 i llavors les gents de Nóvgorod demanaren a Alexandre Nevski que tornés i els ajudés. Nevski tornà del seu exili i s'enfrontà a l'invasor sobre el llac gelat de Peipus i, després de la batalla del Llac Peipus del 5 d'abril de 1242, els intents alemanys d'envair Rússia van detenir-se durant segles. Aquesta victòria va ser molt significativa a l'edat mitjana, ja que era el primer cop que soldats a peu havien envoltat i derrotat un exèrcit de cavallers, molt abans que passés a occident. Malgrat la derrota que van patir a mans del rus envaí les ciutats de Pskov i Iúriev el 1241 i llavors les gents de Nóvgorod demanaren a Alexandre Nevski que tornés i els ajudés. Nevski tornà del seu exili i s'enfrontà a l'invasor en la batalla del Llac Peipus del 5 d'abril de 1242 i aquesta derrota impedí els intents alemanys d'envair Rússia durant segles. Malgrat la derrota a Peipus l'orde estengué ràpidament el seu domini sobre els països bàltics.
En 1291, la presa d'Acre pels Mamelucs obligà als croats a retirar-se de Terra Santa, impulsant l'orde a reconsiderar la seva missió. A partir de l'any 1308 van ocupar el conjunt de Prússia, estenent-se fins a Estònia. Aquesta conquesta incloïa les regions bàltiques de Pomerània, Curlàndia, Letònia, Estònia i Danzig, ciutat que va estar sota el seu jou fins al 1454. L'orde comptava, a més, amb possessions en diferents punts del Sacre Imperi Romanogermànic. Van patir una gran derrota envers el rei Ladislau II de Polònia i els lituans en la Batalla de Tannenberg el 1410, de manera que els territoris aconseguits per l'Orde van passar a mans poloneses.
Els russos s'havien cristianitzat però imitaven als grecs més que als llatins, i Ivan III de Moscou es considerava hereu del caigut Imperi Romà d'Orient i defensor de l'Església Ortodoxa.
En morir Frederic de Saxònia el desembre de 1510 i Albert de Hohenzollern va ser elegit successor a principis de 1511 amb l'esperança que la seva relació amb el seu oncle Segimon el Vell, gran duc de Lituània i rei de Polònia, facilitaria la solució de les disputes sobre l'est de Prússia, que l'orde s'havia mantingut, amb sobirania polonesa, des de la Segona Pau de Torun de 1466. El nou Gran Mestre, conscient dels seus deures envers l'imperi i el papat, es va negar a sotmetre's a la corona de Polònia. Com la guerra per l'existència de l’ordre semblava inevitable, Albert va fer esforços intensos per aconseguir aliats i va continuar negociacions prolongades amb Maximilià I del Sacre Imperi Romanogermànic. La mala sensació, influïda pels estralls de membres de l'Orde a Polònia, va culminar amb una guerra que va començar el desembre de 1519 i va devastar Prússia. Albert va rebre una treva de quatre anys a principis de 1521.
La disputa va continuar amb l'emperador Carles V i a altres prínceps, però com que no es va arribar a cap acord, Albert va continuar els seus esforços per obtenir ajuda de cara a la renovació de la guerra. Amb aquest propòsit va visitar la Dieta de Nuremberg el 1522, on va conèixer el reformador Andreas Osiander, per la influència del qual Albert es va convertir al luteranisme i va esdevenir el primer duc del Ducat de Prússia, l'estat secularitzat, successor de l'Estat monàstic dels Cavallers Teutònics. Va ser el primer polític europeu que establí el luteranisme com a religió d'estat i va contribuir molt a la dispersió de les idees del protestantisme.

## Secularització de Prússia
L'Orde va ser suprimit en la zona meridional del feu i les seves terres secularitzades per a crear el ducat de Prússia el 1525. L'Orde va perviure vinculat als Habsburg, però en 1809 Napoleó Bonaparte va ordenar la seva dissolució, pel que van perdre bona part dels seus béns seculars.

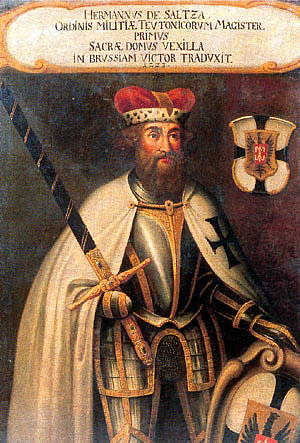
Hermann von Salza, quart gran mestre de l'orde
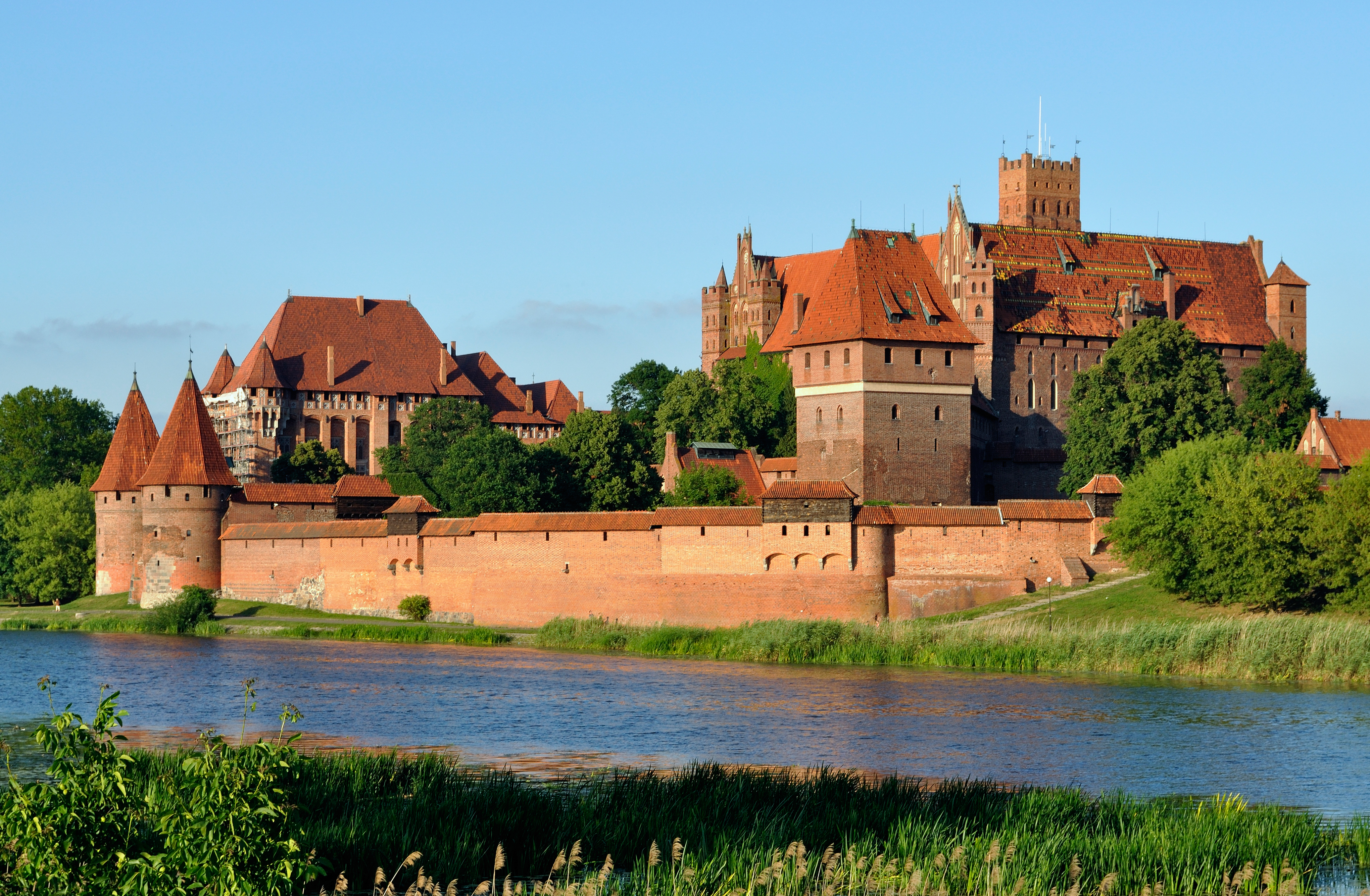
Fortalesa teutònica de Malbork.
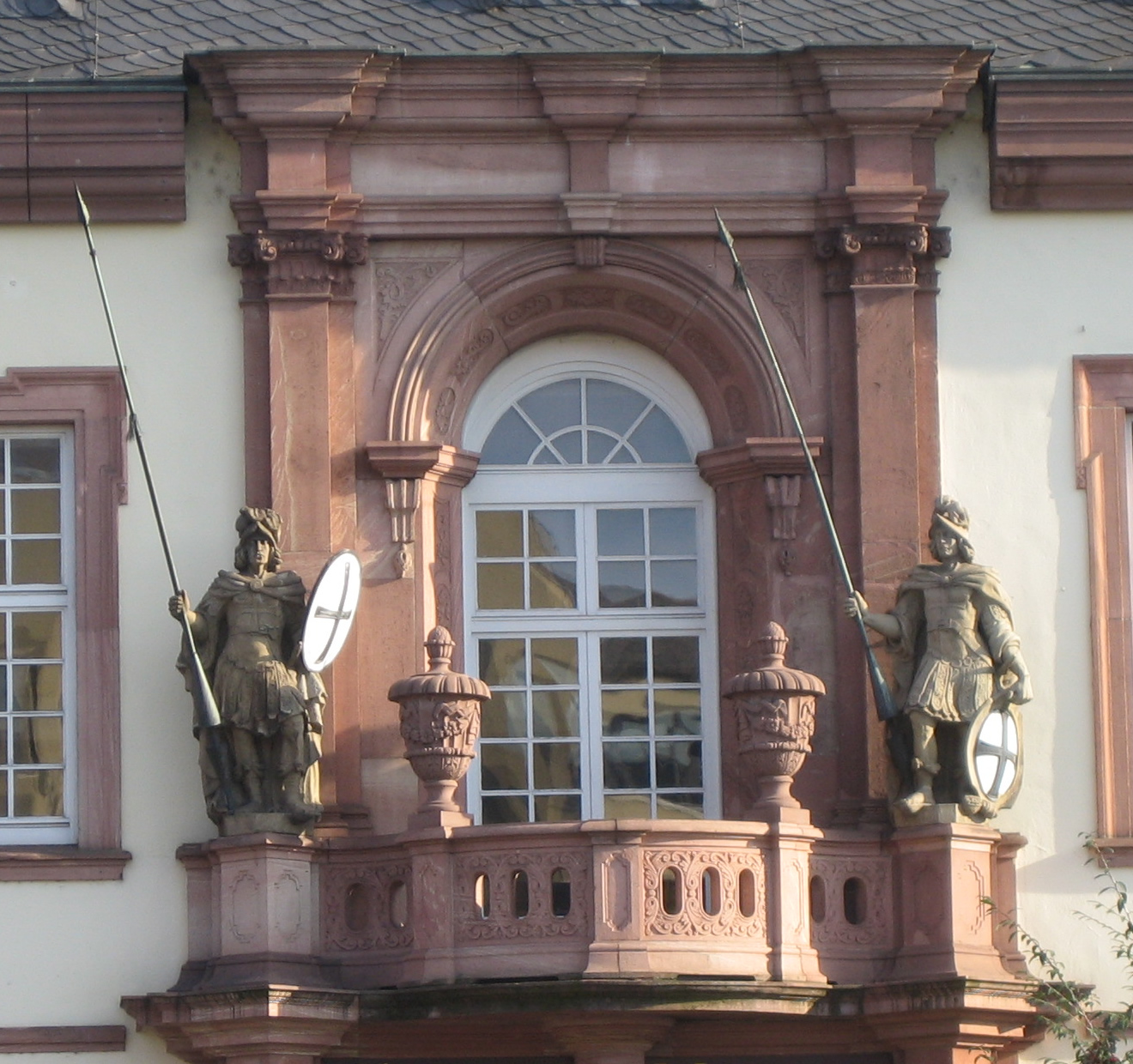
Casa de l'Orde Teutònic a Frankfurt del Main.
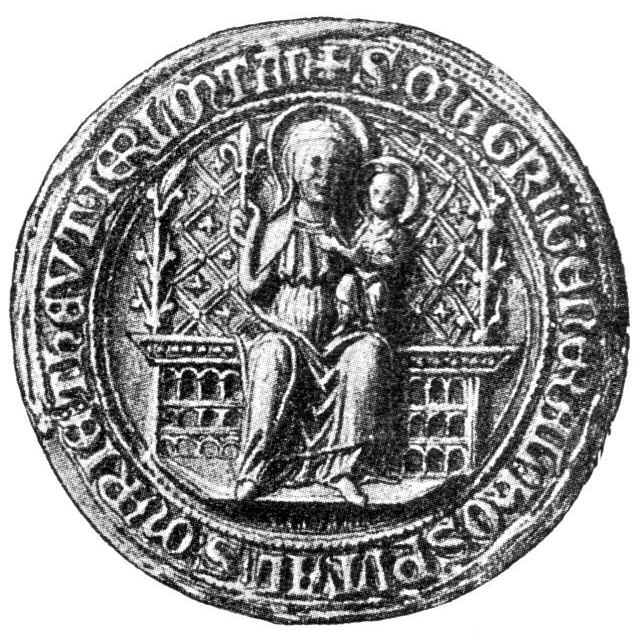
Segell del Hochmeister
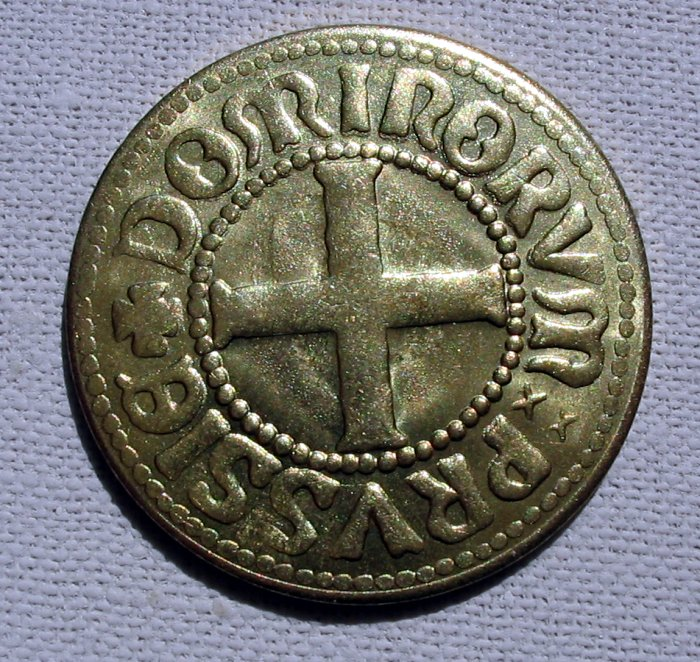
Moneda amb l'escut de l'orde
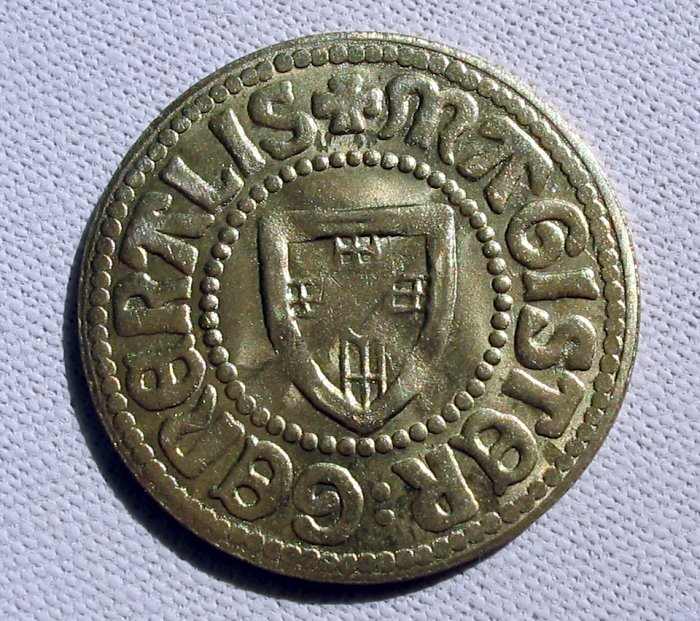
Moneda